# Poliprenol reduktaza
Poliprenol reduktaza (EC 1.3.1.94, SRD5A3 (gen), DFG10 (gen)) je enzim sa sistematskim imenom ditrans,policis-dolihol:NADP+ 2,3-oksidoreduktaza. Ovaj enzim katalizuje sledeću hemijsku reakciju
ditrans,policis-dolihol + NADP+ {\displaystyle \rightleftharpoons } ditrans,policis-poliprenol + NADPH + H+
Reakcija se odvija u reverznom smeru uz redukciju terminalne dvostruke veze pored alkoholne grupe. Ovaj enzim je inicijalno izolovan iz ljudskog fetalnog moždanog tkiva. On je prisutan kod svih eukariota. U sisarskim ćelijama doliholi su predominanto 18-21 izoprenskih jedinica dugi.

## Literatura
- Nicholas C. Price; Lewis Stevens (1999). Fundamentals of Enzymology: The Cell and Molecular Biology of Catalytic Proteins (Third изд.). USA: Oxford University Press. ISBN 019850229X.
- Eric J. Toone (2006). Advances in Enzymology and Related Areas of Molecular Biology, Protein Evolution (Volume 75 изд.). Wiley-Interscience. ISBN 0471205036.
- Branden C; Tooze J. Introduction to Protein Structure. New York, NY: Garland Publishing. ISBN 0-8153-2305-0.
- Irwin H. Segel. Enzyme Kinetics: Behavior and Analysis of Rapid Equilibrium and Steady-State Enzyme Systems (Book 44 изд.). Wiley Classics Library. ISBN 0471303097.

## Spoljašnje veze
- Polyprenol+reductase на 